# U Can't Touch This
«U Can't Touch This» —en español: ‘No puedes tocar esto’— es una canción interpretada por MC Hammer, lanzada en enero de 1990 como sencillo principal de su álbum Please Hammer Don't Hurt 'Em y está considerado como la canción insignia de MC Hammer.
Rick James inició acciones legales por utilizar la base de la canción «Super Freak». El crédito se concedió después de que él demandase a Hammer por infracción de copyright. Finalmente Hammer y Rick James compartieron los créditos de composición con Alonzo Miller (coautor de la letra) ya que el sampleo de las canción contiene el riff de apertura prominente de «Super Freak».
Es la primera canción de rap en ser nominada para un Premio Grammy a la Grabación del Año en la 33.ª edición de los Premios Grammy en 1991
Se alzó con los premios Grammy a la mejor interpretación rap solista y mejor canción R&B.

## Curiosidades
En español cuando dicen You can't touch this suena muy parecido a la palabra "pinchaste", que más tarde se convirtió en un fenómeno de Internet.

## Video musical
Se produjo un video musical, dirigido por Rupert Wainwright, para promocionar el sencillo, mostrando los bailes característicos de Hammer, incluidos el "running man", "the bump" y el "Hammer dance", mientras vestía sus icónicos pantalones Hammer.

## Posicionamiento en listas y certificaciones
| Listas (1990)                                                 | Mejor posición |
| ------------------------------------------------------------- | -------------- |
| Alemania (Offizielle Deutsche Charts)                         | 2              |
| Australia (Australian Singles Chart)                          | 1              |
| Austria (Austrian Singles Chart)                              | 5              |
| Bélgica (VRT Top 30 Flandes)                                  | 1              |
| Canadá (RPM Singles Chart)                                    | 8              |
| España (Los 40 Principales)                                   | 1              |
| Estados Unidos (Billboard Hot 100)                            | 8              |
| Estados Unidos (Billboard Hot Dance Music/Club Play)          | 6              |
| Estados Unidos (Billboard Hot Dance Music/Maxi-Singles Sales) | 1              |
| Estados Unidos (Billboard Hot R&B/Hip-Hop Singles & Tracks)   | 1              |
| Estados Unidos (Billboard Hot Rap Singles)                    | 2              |
| European Hot 100                                              | 1              |
| Francia (French Singles Chart)                                | 17             |
| Irlanda (Irish Singles Chart)                                 | 3              |
| Noruega (Norwegian Singles Chart)                             | 6              |
| Países Bajos (Dutch GfK Singles Chart)                        | 1              |
| Países Bajos (Dutch Top 40)                                   | 1              |
| Reino Unido (UK Singles Chart)                                | 3              |
| Suecia (Swedish Singles Chart)                                | 1              |
| Suiza (Swiss Singles Chart)                                   | 2              |

| País           | Organismo certificador | Certificación | Ref.   |
| -------------- | ---------------------- | ------------- | ------ |
| Alemania       | BVMI                   | Oro           | [ 22 ] |
| Canadá         | CRIA                   | Oro           | [ 23 ] |
| Estados Unidos | RIAA                   | Oro           | [ 24 ] |
| Reino Unido    | BPI                    | Plata         | [ 25 ] |

## Apariciones en la cultura popular
- La canción es interpretada en televisión, varias películas y videojuegos: The Fresh Prince of Bel-Air (1990), Hot Shots! (1990), The Super (1991), Doogie Howser, M.D. (1992), Don't Be a Menace to South Central While Drinking Your Juice in the Hood (1996), Los ángeles de Charlie: Al límite (2003), Sione's Wedding (2006), Into the Wild (2007),Norbit (2007), Tropic Thunder (2008), Dancing with the Stars (2009) y el videojuego Just Dance.
- La traducción al alemán Halt! Hammerzeit es un conocido fenómeno de Internet.[26]
- En el episodio de Los Simpson "Bart Gets Famous", Bart grabó una canción de rap llamada "I Didn't Do It" ("yo no fui") con la base musical de la canción.
- En el episodio de Psych "Puede haber sangre, Shawn golpea un martillo falso y luego dice 'Stop! Hammer time!'
- En el episodio de South Park "Simpsons Already Did It", "Hammer time! se usa como palabra código por Tweek para alertar a los demás.
- Una versión de la canción apareció en el episodio del 4 de mayo de 2010 de la serie de televisión Glee, así como en el cuarto episodio del reality show The Glee Project
- En la apertura del la sexta temporada de Dexter, Those Kinds of Things, la canción se reproduce en su reunión de secundaria y dice "I have no idea what hammer time is. Or how it differs from regular time". Also, in the end he kills his victim with a hammer and says "sorry, hammer time".
- En Dead Island hay un trofeo/logro llamado "Can't touch this" por matar a 15 zombis seguidos sin recibir daño durante el uso de cualquier tipo de martillo en el juego.
- Una parodia de la canción titulada "Don't Touch Me" fue cantada por Peter Griffin en el episodio de Padre de familia "E. Peterbus Unum".
- En noviembre de 2011, una característica especial aparece al final de la película de 2011 "Shrek: Me and My Swamp" llamado "I Can't Watch This with Shrek" para "Weird Al" Yankovic. Letras acerca de ver un programa de TV malo se superpone sobre pista musical de la canción.
- La canción aparece en un comercial de Sudáfrica para Castle Light Beer.
- Una parodia de la canción titulada "U No Squash This" fue cantada por The Annoying Orange.[27]
- La canción se hace referencia en Los padrinos mágicos del episodio "Chindred Spirits" cuando Cosmo dice "Hammer Time!", Aparece un martillo y la cabeza deja de funcionar después de que él baila con pantalones de paracaídas brevemente.
- La canción del sample de la canción rapero Big Sean, "Dance (A$$)", de su álbum debut, Finally Famous: The Album.
- En "Barney in Concert", el Baby Bop Street Dance es similar a esta canción.
- Un cover de groove metal de esta canción fue interpretada por la banda NDH austriaca Stahlhammer, infundido con la muerte gruñidos y riffs pesados de guitarra.
- La canción ha sido referido en línea "Like a hammer before me you can't touch this" de la canción, "Trapped on the Dance Floor" de DJ Jazzy Jeff & the Fresh Prince del álbum de 1991, Homebase.
- Los campeones Malzahar y Jayce del juego multijugador en línea de batalla en la arena League of Legends bailan de la misma forma que MC Hammer en el video 'U Can't Touch This' cuando utilizan el comando /d (Dance), sin embargo bailan distintas partes de la coreografía, comparaciones de lado a lado pueden ser vistas aquí (Malzahar) y aquí (Jayce).
- En Victorious del episodio "The Gorilla Club", Jade hizo una apuesta con Andre y Robbie, el cual ganó. Los chicos tuvieron que bailar al ritmo de Hammertime cuando dijo la palabra.
- Antes de la temporada 1990 NFL, Los Miami Dolphins parodió la canción "U Can't Touch Us".
- Una parodia de la canción, llamada "Can't Wrap This", aparece en un vídeo navideño eCard.
- Una parodia de la canción, llamada "U Can't Touch Mormon Jesus", se convirtió en un fenómeno de Internet después de haber sido subido por el usuario igiulamam. Se parodia la canción y un video titulado "The Secret World of Mormonism", que cuenta la historia del mormonismo.
- En Chile, la canción fue usada en la tanda comercial de radio Disquerías Colt 70 en 1993. También, en el año 2010, se hizo una parodia de Sebastián Piñera luego de que éste se refirió accidentalmente al Tsunami (consecuencia del terremoto que asoló el país el 27 de febrero de ese año) como Tusunami, utilizándose esta palabra como coro de la canción.
- En Xtreme Dance, Shock Motion los concursantes bailaron la canción.
- En la serie Zeke y Luther, fue cantado por Adam Hicks y Daniel Curtis Lee y muchos otros.
- La canción se utiliza en comerciales para la marca Swatch.
- La canción fue incluida la banda sonora de la teleserie chilena de Chilevisión Graduados
- La canción fue utilizado en el comercial de tienda chilena París «Liquidación».[28][29][30]
- En el juego World Of Warcraft, si usas la «raza orco» y usas la secuencia «/dance» el orco baila como MC Hammer.
- En el juego Super Mario RPG: Legend of the Seven Stars uno de los poderes especiales de Hammer Bro. se llama "Hammer Time"
- En el juego Dota la descripción de uno de sus ítems (Mithril Hammer) es 'U Can't Touch This'
- Uno de los objetos legendarios de Diablo III son los "Hammer Jammers". Su descripción es 'These large pants cannot be touched'
- El programa late night en Pasados de copa: Drink History con Marcos Mundstock, Telefe.
- el grupo musical Black Eyed Peas sacó el tema "Vida Loca", con nicky Jam, con una base musical muy parecida.
- Los samples de la cancion iniciales son usadas para la cancion meme El Pepe boom en redes sociales
- En Shark Tale (El Espantatiburones) , en la escena en que Oscar visita al Sr. Lino y este le muestra que tiene cautiva a Angy , Oscar canta el estribillo de esta canción para después ordenarle a "Sebastian" (Lenny) asesinar a Angy